# Dave (rapper)
David Orobosa Omoregie (Reino Unido, 5 de junho de 1998), mais conhecido como Dave, é um rapper, cantor, compositor, pianista e produtor musical inglês.